# Syl Sylvain and the Teardrops
Syl Sylvain and the Teardrops – drugi album Sylvaina Sylvaina wydany w 1981 roku przez wytwórnię RCA Records.

## Lista utworów
1. "Crowded Love" (Sylvain Sylvain) – 2:47
2. "Lorell" (Rosie Rex/Sylvain Sylvain) – 3:18
3. "I Can't Forget Tomorrow" (Danny Reid/Sylvain Sylvain) – 3:21
4. "Medicine Man" (Danny Reid/Sylvain Sylvain) – 3:13
5. "Dance, Dance, Dance" (Sylvain Sylvain) – 3:46
6. "Formidable" (David Johansen/Rosie Rex/Sylvain Sylvain) – 4:11
7. "Teardrops" (Sylvain Sylvain) – 2:47
8. "Just One Kiss" (Rosie Rex/Sylvain Sylvain) – 3:35
9. "It's Love" (Sylvain Sylvain) – 1:41
10. "No Dancin'" (Sylvain Sylvain) – 4:01

## Skład
- Syl Sylvain – wokal, gitara, pianino
- Jonathan Gerber – saksofon, rożek
- Tommy Mandel – instr. klawiszowe
- Danny Reid – gitara basowa
- Rosie Rex – perkusja, dalszy wokal